# Fameniense
| Era Eratema | Periodo Sistema | Época Serie       | Edad Piso                | Inicio, en millones de años |
| ----------- | --------------- | ----------------- | ------------------------ | --------------------------- |
| Paleozoico  | Pérmico         | Pérmico           | Pérmico                  | 298,9±0,15                  |
| Paleozoico  | Carbonífero     | Carbonífero       | Carbonífero              | 358,86±0,19                 |
| Paleozoico  | Devónico        | Superior/Tardío   | Fameniense Famenniano    | 372,15±0,46                 |
| Paleozoico  | Devónico        | Superior/Tardío   | Frasniense Frasniano     | 382,31±1,36                 |
| Paleozoico  | Devónico        | Medio             | Givetiense Givetiano     | 387,95±1,04                 |
| Paleozoico  | Devónico        | Medio             | Eifeliense Eifeliano     | 393,47±0,99                 |
| Paleozoico  | Devónico        | Inferior/Temprano | Emsiense Emsiano         | 410,62±1,95                 |
| Paleozoico  | Devónico        | Inferior/Temprano | Pragiense Pragiano       | 413,02±1,91                 |
| Paleozoico  | Devónico        | Inferior/Temprano | Lochkoviense Lochkoviano | 419,62±1,36                 |
| Paleozoico  | Silúrico        | Silúrico          | Silúrico                 | 443,1±0,9                   |
| Paleozoico  | Ordovícico      | Ordovícico        | Ordovícico               | 486,8 ±1,5                  |
| Paleozoico  | Cámbrico        | Cámbrico          | Cámbrico                 | 538,8±0,6                   |

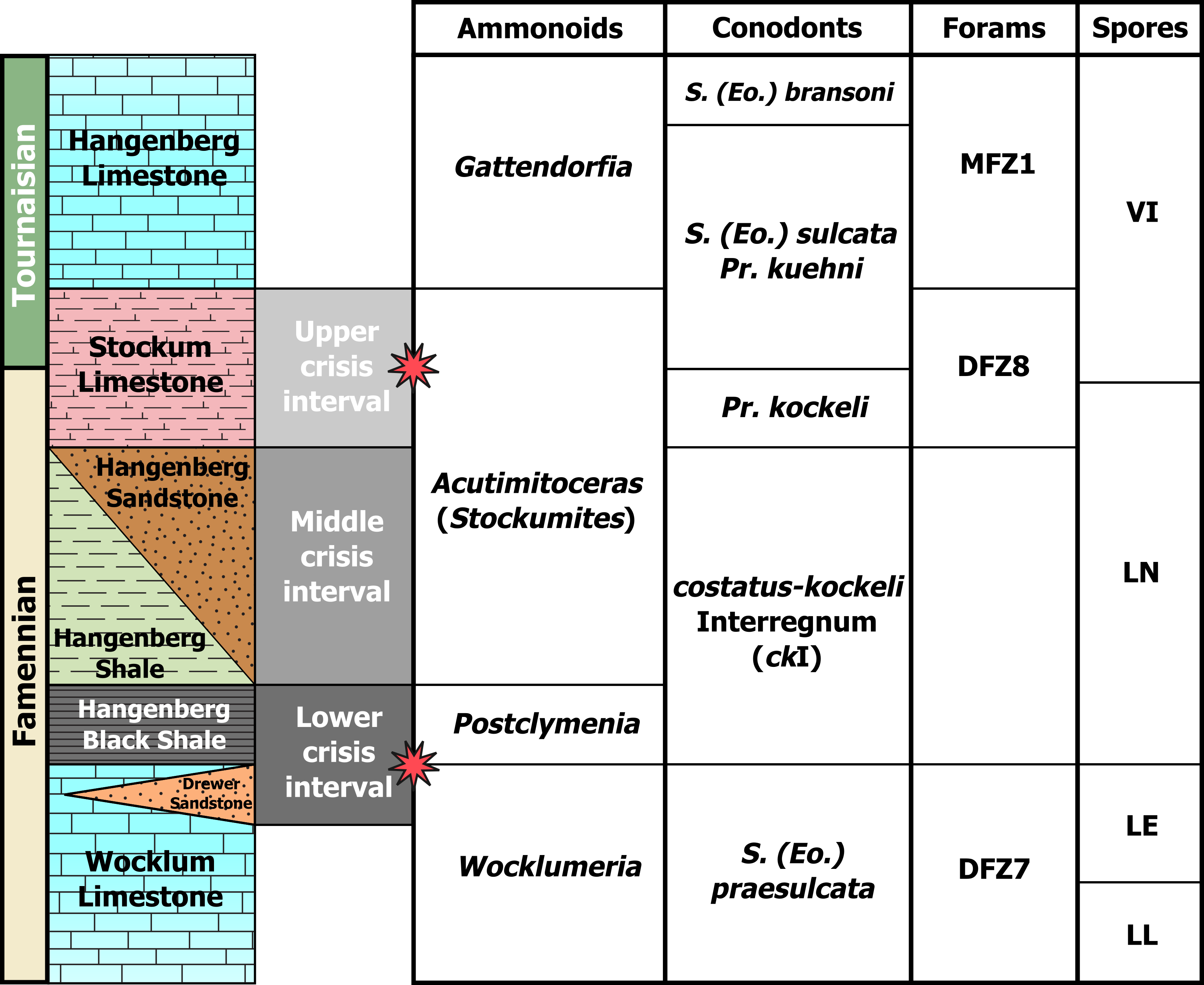
Columna estratigráfica que muestra las formaciones geológicas y las zonas bioestratigráficas que rodean el Evento Hangenberg en la sucesión clásica del Rin. Los símbolos de estrella roja indican los principales pulsos de extinción dentro de la crisis.

El Fameniense o Famenniano es el segundo y último piso y edad del Devónico Superior/Tardío, y por tanto del Devónico, en la escala temporal geológica. Sucede al Frasniense y precede al Tournaisiense (primer piso del Carbonífero). Se inició hace unos 372,15 millones de años y terminó hace unos 358,86 millones de años.
Fue en esta edad cuando aparecieron los primeros tetrápodos. En los mares apareció un abundante grupo de cefalópodos ammonoideos, los climénidos. Los placodermos y trilobites empezaron a declinar, y los tiburones a predominar. En general, muchas especies se extinguieron en esta época debido la extinción masiva del Devónico.
El Fameniense se introdujo en la literatura científica como división del Carbonífero por el geólogo belga André Dumont en 1855. El nombre procede de la región natural belga de Famenne (del latín famina, 'hambre', por las pobres condiciones del suelo de la zona).

## Sección estratotipo y punto de límite global (GSSP)
La sección estratotipo y punto de límite global (GSSP) para la base del Fameniense está en la cantera de Coumia, cerca de Cessenon-sur-Orb (distrito de Béziers, departamento de Hérault, Francia). Se caracteriza por la primera aparición del conodonto Palmatolepis triangularis, inmediatamente por encima de un importante horizonte de extinción, el evento Kellasser, marcado aquí por la última aparición de los conodontos Ancyrodella y Ozarkodina y de los goniatites Gephuroceratidae y Beloceratidae. El piso y el GSSP fueron aprobados por la Comisión Internacional de Estratigrafía y ratificados posteriormente por la Unión Internacional de Ciencias Geológicas en 1993.
El techo del Fameniense se define por el GSSP de la base del Tournaisiense, que se caracteriza por la primera aparición del conodonto Siphonodella sulcata.